# 小文托湖

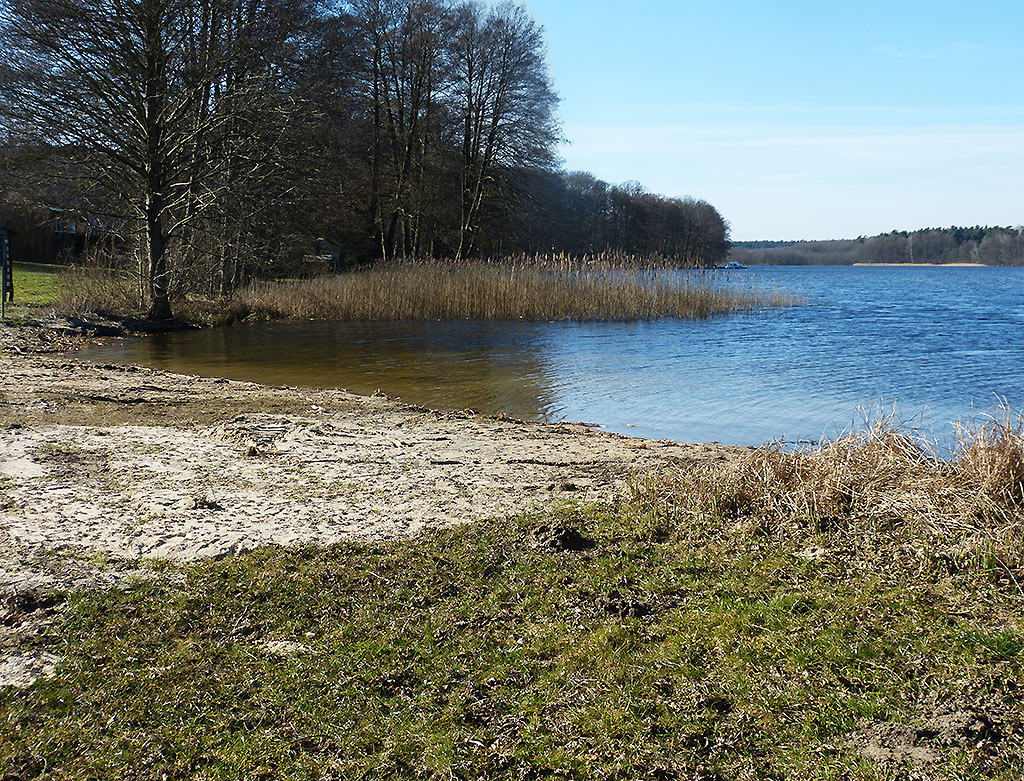

53°4′38″N 13°10′24″E / 53.07722°N 13.17333°E
小文托湖（德語：Kleiner Wentowsee），是德國的湖泊，位於該國西南部，由勃蘭登堡州負責管轄，處於上哈弗爾縣，長1.5公里、寬0.4公里，面積0.5平方公里，海拔高度47.5米。